# Loucrup
Loucrup – miejscowość i gmina we Francji, w regionie Oksytania, w departamencie Pireneje Wysokie.
Według danych na rok 1990 gminę zamieszkiwały 202 osoby, a gęstość zaludnienia wynosiła 50 osób/km² (wśród 3020 gmin regionu Midi-Pyrénées Loucrup plasuje się na 881. miejscu pod względem liczby ludności, natomiast pod względem powierzchni na miejscu 1599.).